# Thomas de Maizière
Karl Ernst Thomas de Maizière (n. 21 ianuarie 1954, Bonn, Germania) este un politician creștin-democrat german, ministru federal al apărării (2011-2013), iar din 2013 până în martie 2018 ministru federal de interne. Este văr cu Lothar de Maizière, care a fost în 1990 ultimul șef de guvern al Republicii Democrate Germane, ales tot din partea CDU.
Thomas de Maizière a fost din 1999 până în 2001 șeful cancelariei statului a landului Saxonia, din 2001 până în 2002. Ministru de Finanțe al landului, din 2002 până în 2004 ministru de Justiție al aceluiași land și din 2004 până în 2005 Ministru de Interne al landului. Din 2005 până în 2009 a fost ministru federal cu atribuții speciale. De la 28 octombrie 2009 a fost ministru federal de interne în cabinetul Angela Merkel II. Din martie 2011 până în decembrie 2013 a fost ministru al Apărării în același cabinet.

## Familia
Este descendentul unei familii hughenote originare din Maizières-lès-Metz.
Este căsătorit și tată a trei copii.